# Франциск II
Франци́ск (Франсуа) II (фр. François II; 19 января 1544, Фонтенбло — 5 декабря 1560, Орлеан) — король Франции с 10 июля 1559 года.

## Биография

### Детство
Старший сын Генриха II, назван в честь деда, Франциска I. 24 апреля 1558 года женился на юной королеве Шотландии Марии Стюарт (был первым из трёх её мужей); после заключения этого брака стал королём-консортом Шотландии. Соглашение об этом браке было заключено ещё 27 января 1548 года (когда жениху и невесте было соответственно 4 года и 6 лет), и 10 последующих лет Мария воспитывалась при французском дворе.

### Вступление на престол
Франциск был болезненным подростком 15 лет, когда 10 июля 1559 года после несчастного случая с его отцом Генрихом II на турнире он взошёл на трон Франции, а 21 сентября был коронован в Реймсе. По французским законам он считался совершеннолетним, но у его окружения возникали сомнения в том, что он сможет и захочет править без посторонней помощи.
Действительно, Франциск не стал заниматься государственными делами, перепоручив их дядям Марии Стюарт — братьям Гизам: герцогу Франсуа и его брату Карлу, изысканному и острому на язык кардиналу Лотарингскому. Вдовствующая королева-мать Екатерина Медичи также оказывала влияние на сына. Если в прежнее царствование Гизы вынуждены были уступать первенство коннетаблю Монморанси, то теперь благодаря их племяннице, королеве Марии Стюарт, обрели безраздельное могущество. Король почти ни во что не вникал, и всё его время проходило в забавах, разъездах по загородным дворцам, охоте.

### Религиозная политика
Гизы были ревностными католиками, поэтому особенно сильно их влияние проявилось в сфере религиозной политики. Они побудили Франциска продолжать непреклонную линию своего отца Генриха II, в своём эдикте 1559 года распорядившегося наказывать смертью всех обвинённых в ереси. Теперь были добавлены и другие меры: дома, служившие местом собрания протестантов, должны были разрушаться, а за участие в тайных сходках назначалась смертная казнь. Гонения на гугенотов вызвали с их стороны ответные действия.
Во главе протестантской партии стояли два принца из дома Бурбонов: Антуан де Бурбон, король Наварры, и его брат Людовик Конде. Большую роль играл также племянник коннетабля Монморанси — адмирал Гаспар де Колиньи. При их непосредственном участии в Нанте сложился так называемый Амбуазский заговор, организованный провинциальным дворянином Ла Реноди. Заговорщики планировали схватить короля со всем его двором в замке Блуа, принудить его отказаться от религиозных гонений и удалить от себя Гизов. Предприятие это, впрочем, было раскрыто гораздо раньше его осуществления. Двор поспешно укрылся в Амбуазе. Когда Ла Реноди всё-таки попытался осуществить свой замысел, то потерпел поражение: его люди были перебиты, а сам он пал в бою. Многих протестантов, заподозренных в государственной измене, арестовали и казнили, почти не подвергнув суду. В декабре 1560 года арестовали Антуана де Бурбона и принца Конде, прибывших в Орлеан на заседание Генеральных Штатов. Их обоих приговорили к смертной казни, однако благодаря вмешательству Екатерины Медичи и канцлера Франции Мишеля де л’Опиталя, возглавлявших партию умеренных католиков («политиков»), принцы избежали казни.

### Смерть Франциска
В разгар этих событий король внезапно заболел: в левом ухе у него образовался свищ, и началась гангрена. Проболев менее двух недель, Франциск II скончался в Орлеане незадолго до своего 17-летия. Так как он не имел детей, на престол вступил его 10-летний брат Карл IX.

## Образ в культуре

### В литературе
- Франциск II является действующим лицом романов Александра Дюма «Две Дианы», «Паж герцога Савойского» и «Предсказание», фигурирует в романе Стефана Цвейга «Мария Стюарт».
- Также является персонажем первой части "Мученик-кальвинист" книги Оноре де Бальзака "Об Екатерине Медичи", входящей в "Философские этюды" его "Человеческой комедии".
- Является персонажем одного из романов Кена Фо́ллетта из серии "Кингсбридж" (Столпы земли) - 
  - Столп огненный / A Column of Fire (2017)

### В кинематографе
- 1961 — «Принцесса Клевская» (роль исполняет Ален Ферраль);
- 1971 — «Мария — королева Шотландии» (роль исполняет Ричард Денниг);
- 2013 — «Мария — королева Шотландии» (роль исполняет Сильвен Левитт);
- 2013—2016 — телесериал «Царство» (роль исполняет Тоби Регбо);
- 2022 — телесериал «Королева змей» (роль исполняет Джордж Жакс).